# Parskeri och Katavakari
Parskeri och Katavakari (Barkskär) är en ö i Finland. Den ligger i Bottenhavet och i kommunen Euraåminne (tidigare Luvia) i landskapet Satakunta, i den sydvästra delen av landet. Ön ligger omkring 17 kilometer sydväst om Björneborg och omkring 230 kilometer nordväst om Helsingfors.
Öns area är 9,2 hektar och dess största längd är 0,5 kilometer i sydöst-nordvästlig riktning.